# Esteban Martínez
Eduardo Esteban Martínez, född 25 september 1961 i Necochea, är en argentinsk före detta volleyboll- och beachvolleyspelare.
Martínez deltog i volleyboll vid OS 1984 och OS 1988. Vid tävlingarna 1988 vann han brons tillsammans med Argentina. Han hade en lång klubbkarriär med spel i framförallt Italien, men även Argentina och Brasilien. Tillsammans med Martín Conde deltog han i OS 1996 och OS 2000, denna gång i beachvolley.